# زاوية دوران

زاوية الدوران مُقاسة من الشعاع الأسود وحتي الشعاع الأخضر تساوي 60°، ومن الشعاع الأسود وحتي الشعاع الأزرق تساوي 210°، ومن الشعاع الأخضر وحتى الأزرق تُساوي 210°-60°=150°.
الدوران الكامل حول نقطة المركز بدورة كاملة يُقدر بزاوية 360° أو 2π راديان

زاوية الدوران في الرياضيات هي قياس للمدى، وتقيس مقدار دوران الشكل حول نقطة ثابتة في عكس اتجاه دوران عقارب الساعة أو حول مركز دائرة، والدوران في اتجاه عقارب الساعة يتم اعتباره دوران سلبي، ولذلك فإن دوران بمقدار 310° في عكس دوران عقارب الساعة يمُكن أن يُطلَق عليه دوران بمقدار -50° (حيث أن 310°+50°=360°، الدورة الكاملة)، والدوران عكس اتجاه عقارب الساعة أكثر من دورة كاملة يتم قياسه كأنه باقي القسمة للـ360° حيث يتم استخراج الـ360° من زاوية الدوران بأكبر عدد ممكن بحيث تتبقى زاوية بمقدار موجب أقل من 360°.
على سبيل المثال، إذا كان لدينا عربات لدولاب هواء يدور حول محوره في اتجاه دائري، فإذا تحركت العربة حول الدولاب دورة كاملة، يعني هذا أنها قطعت زاوية دوران 360°،وإذا تحركت مرة أخرى دورة كاملة، يعني أن زاوية الدوران أيضًا 360°، وإذا تحركت بعد ذلك نصف دورة كاملة فيعني هذا أن زاوية الدوران هي 180° فقط.
وتُقاس الزوايا عادة بالدرجات أو الراديان أو الغراد أو بالدورات أو بالمللي راديانأو بالراديان الثنائي، والزوايا هي محور النظام الإحداثي القطبي وكذلك حساب المثلثات.